# Bitterblue
Bitterblue es el octavo álbum de estudio de la cantante galesa Bonnie Tyler, publicado el 11 de noviembre de 1991 por la compañía Discográfica Hansa Records. Bitterblue es un álbum de rock pop descrito por Dieter Bohlen como «más comercial» que sus álbumes anteriores. Bohlen comenzó a trabajar con Tyler a principios de 1991, la escritura y la producción de varias canciones para el álbum. Bitterblue también cuenta con composiciones de Albert Hammond, Nik Kershaw y Giorgio Moroder.
Bitterblue recibió críticas mixtas, con las canciones que se complementan, pero criticaron la producción. El álbum tuvo gran éxito en Europa continental, donde alcanzó el número uno en Austria y Noruega. En 1992 fue certificado Platino por la IFPI en Noruega, con unas ventas internacionales de más de medio millón de copias. Tres sencillos fueron lanzados, «Bitterblue», «Against the Wind» y «Where Were You».

## Antecedentes
Tyler comenzó a trabajar con el productor alemán Dieter Bohlen en 1991. Ella era reacia a grabar canciones Bohlen en un principio, después de haber sido utilizada para la grabación de la música rock. Él fue capaz de convencer a Tyler, comentando, «usted ha hecho su música rock durante años, pero tal vez lo que debe hacer es ser un poco más comercial». Bohlen se inspiró en el éxito de Rod Stewart con «Rhythm of My Heart» , que fue lanzado a principios de 1991. en un intento de emular eso, él escribió cinco canciones para Bitterblue con elementos de la música tradicional escocesa, incluyendo instrumentos como gaitas y acordeón.

## Respuesta de la crítica
Tomas Mureika de AllMusic calificó el álbum con tres y media estrellas de cinco, y describe el álbum como «una agradable colección de canciones pop». Opinó que su emparejamiento con Giorgio Moroder «[dio] el trabajo de Tyler un brillo contemporáneo que enmarca su voz en las canciones». Mureika concluyó que Bitterblue es «mejor que la mayoría de los álbumes de música pop», pero no tan fuerte como su trabajo con Jim Steinman y Desmond Child.

### Reconocimientos
Tyler recibió un premio RSH Gold en 1992 por «más exitosa intérprete alemán producido».

## Lista de canciones
| N.º   | Título                                   | Escritor(es)                              | Producer(s)                           | Duración |  |
| 1.    | «Bitterblue»                             | Dieter Bohlen                             | Dieter Bohlen                         | 3:50     |  |
| 2.    | «Against the Wind»                       | Dieter Bohlen                             | Dieter Bohlen, Luis Rodríguez Salazar | 3:59     |  |
| 3.    | «Careless Heart»                         | Albert Hammond                            | Roy Bittan                            | 4:33     |  |
| 4.    | «Whenever You Need Me»                   | David Yorath, Bonnie Tyler, David Madiran | David Yorath                          | 4:04     |  |
| 5.    | «Where Were You»                         | Albert Hammond                            | Roy Bittan                            | 5:12     |  |
| 6.    | «Save Me»                                | Albert Hammond                            | Roy Bittan                            | 4:09     |  |
| 7.    | «He's Got a Hold On Me»                  | Nik Kershaw                               | Nik Kershaw                           | 4:15     |  |
| 8.    | «Keep Your Love Alive»                   | Giorgio Moroder                           | Giorgio Moroder                       | 4:24     |  |
| 9.    | «Tell Me the Truth»                      | Dieter Bohlen                             | Dieter Bohlen, Luis Rodríguez Salazar | 3:48     |  |
| 10.   | «Heaven Is Here» (con Giorgio Moroder)   | Giorgio Moroder                           | Giorgio Moroder                       | 4:40     |  |
| 11.   | «Love Is in Love Again»                  | Giorgio Moroder                           | Giorgio Moroder                       | 4:40     |  |
| 12.   | «Till the End of Time» (con Dan Hartman) | Giorgio Moroder                           | Giorgio Moroder                       | 4:03     |  |
| 13.   | «Too Hot»                                | Dieter Bohlen                             | Dieter Bohlen                         | 3:27     |  |
| 14.   | «Why»                                    | Dieter Bohlen                             | Dieter Bohlen, Luis Rodríguez Salazar | 3:56     |  |
| 58:40 |                                          |                                           |                                       |          |  |

## Posicionamiento en las listas

### Lista semanales
| País (1991)                   | Mejor posición |
| ----------------------------- | -------------- |
| Austria (Ö3 Austria)          | 1              |
| Alemania (Offizielle Top 100) | 22             |
| Noruega (VG-lista)            | 1              |
| Suecia (Sverigetopplistan)    | 22             |
| Suiza (Schweizer Hitparade)   | 21             |

### Listas al final del año
| País (1992)                 | Mejor posición |
| --------------------------- | -------------- |
| Austria (Ö3 Austria Top 40) | 12             |
| Noruega (VG-lista)          | 15             |

## Créditos y personal
Créditos adaptados de AllMusic:

### Técnicos y producción
- Dieter Bohlen – productor
- Scott Greer – programador
- Phil Kaffel – ingeniero, mezclas
- Nik Kershaw – productor
- Giorgio Moroder – productor
- Brian Reeves – ingeniero
- Luis Rodríguez Salazar – productor

### En instrumentos
- Kenny Aronoff – batería
- Roy Bittan – teclados
- Richard Gottle – teclados
- Randy Jackson – bajo eléctrico
- John Pierce – guitarra
- Tim Pierce – guitarra acústica
- Waddy Wachtel – guitarra

### Sonido
- Bonnie Tyler – voz
- Jackie Challenor – coros
- Dan Hartman – artista invitado
- Giorgio Moroder – artista invitado
- Miriam Stockley – coros